# Ontherus amplector
Ontherus amplector là một loài bọ cánh cứng trong họ Bọ hung (Scarabaeidae).